# Юліана Райхардт
Юліана Райхардт (*14 травня 1752 — †9 чи 11 липня) — чеська піаністка, співачка та композиторка.
Райхардт народилася у Потсдамі, була наймолодшою із шести дітей скрипаля та композитора Франтішека Бенди, який був концертмейстером при дворі Фрідріха II та його дружини Кароліни. Вчилася у батька та виступала в Берліні як співачка та піаністка. Одружилася із письменником і композитором Йоганном Фрідріхом Райхардтом у 1776 році та мала трьох дітей молодшу з яких звали Луїза Райхардт. Юліана Райхардт померла від пологової гарячки у Берліні.

## Творчість
Райхардт писала фортепіанні сонати та пісні. Її найвідоміший твір — соната соль мажор.